# Amfitheater van Caligula
Het Amfitheater van Caligula (Latijn:Amphitheatrum Caligulae) was een amfitheater dat keizer Caligula in de 1e eeuw n.Chr. wilde laten bouwen op het Marsveld in het Oude Rome.
Het zou het tweede stenen amfitheater van de stad geworden zijn. In 29 v.Chr. was het Amfitheater van Statilius Taurus gebouwd, maar volgens de historicus Cassius Dio was Caligula niet gelukkig met dit amfitheater en organiseerde hij zijn spelen liever in de grotere ruimtes van de Saepta Julia en het Diribitorium, waar hij tijdelijk tribunes liet oprichten. Ook liet hij een tijdelijk houten theater bouwen, waarvoor hij bestaande gebouwen liet afbreken. Naast de Saepta startte hij vervolgens met de bouw van een nieuw stenen amfitheater. Een antieke inscriptie maakt melding van vernielingen door Caligula (Gaius Caesar) aan het Aqua Virgo aquaduct. Mogelijk moest Caligula ruimte maken voor zijn arena en liet hij het aquaduct daarvoor verleggen. Hieruit kan worden opgemaakt dat het amfitheater ten noordoosten van de Saepta Julia moet hebben gestaan.
Het amfitheater is echter nooit voltooid. Caligula werd vermoord voor het klaar was en zijn opvolger Claudius staakte de werkzaamheden en liet het aquaduct herstellen.